# Obras Sociais Irmã Dulce

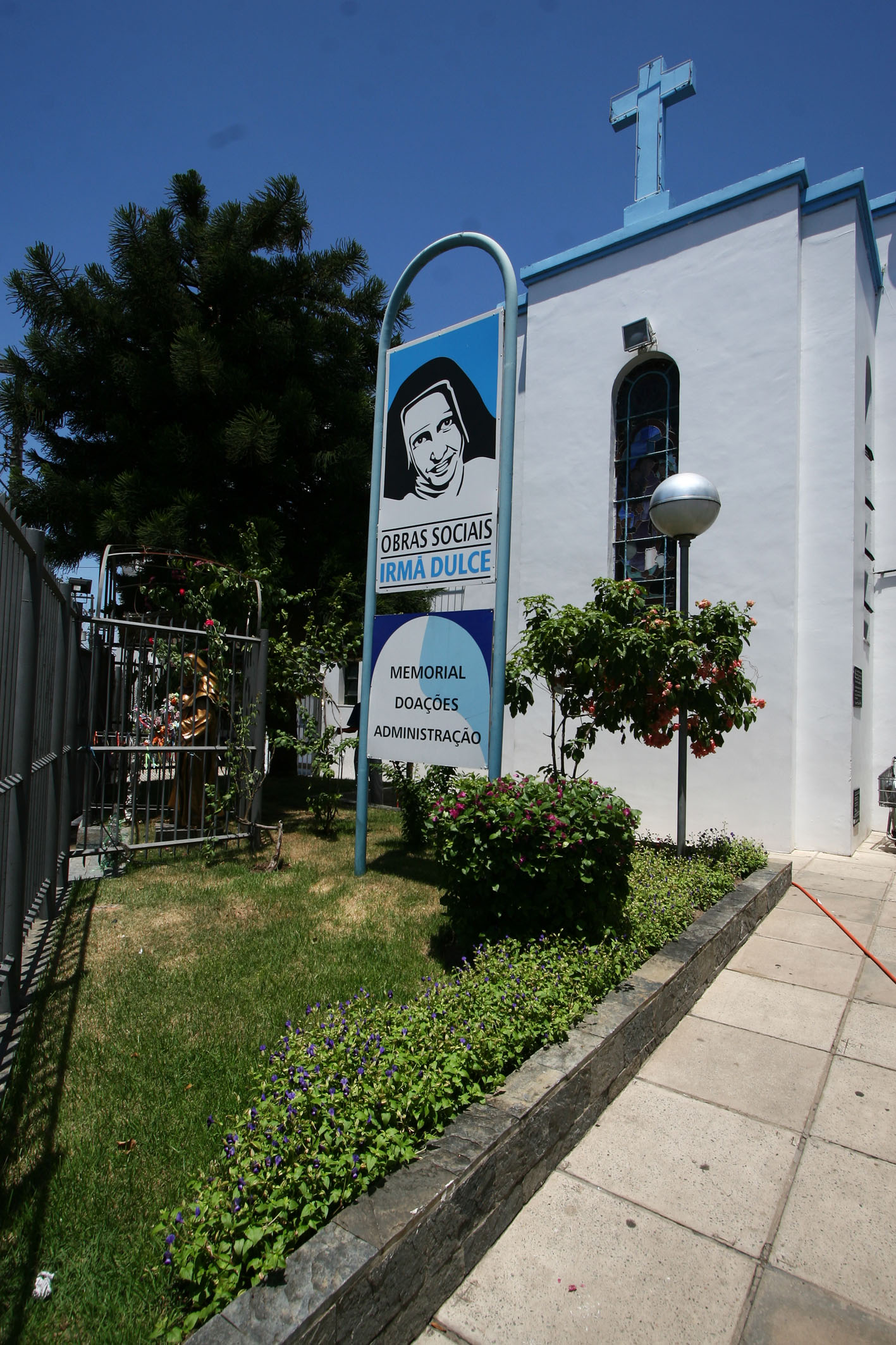
Hospital Santo Antonio

As Obras Sociais Irmã Dulce (OSID) é uma entidade filantrópica privada, sem fins lucrativos, fundada em 26 de maio de 1959 pela santa brasileira Irmã Dulce.
É composto de 17 núcleos, 16 deles no Largo de Roma, na Cidade Baixa em Salvador, Bahia. No outro núcleo, o OSID mantém o Centro Educacional Santo Antônio (CESA), uma escola em tempo integral, com foco na qualidade do ensino básico. Em abril de 2014, eram cerca de 700 crianças e adolescentes atendidos, vindos de famílias de baixa renda. O CESA oferece cursos de ensino fundamental (1ª a 8ª série), profissionalizante e acesso à arte, educação, inclusão digital, atividades esportivas, assistência odontológica, alimentação, fardamento e material escolar gratuitos. Está localizado em Simões Filho, município da Região Metropolitana de Salvador. A OSID também passou a atuar na gestão de centros de saúde do município de Salvador e hospitais construídos pelo governo do estado nas mais diversas cidades.
O OSID oferece serviços de saúde, assistência social, educação, ensino e pesquisa médica, com a missão de "amar e servir aos pobres e necessitados, oferecendo atendimento gratuito na saúde e assistência social, inovando as ações educacionais".

## História
As obras sociais da Irmã Dulce iniciaram-se em 1959, tendo como fundadora a freira baiana. A instituição é fruto da trajetória de amor e serviço e da persistência da religiosa que peregrinou durante mais de uma década em busca de um local para abrigar pobres e doentes recolhidos das ruas de Salvador. As raízes da OSID datam de 1949, quando a Irmã, sem ter para onde ir com 70 doentes, pediu autorização a sua superiora para abrigar os enfermos em um galinheiro situado ao lado do Convento Santo Antônio. O episódio fez surgir a tradição de que o maior hospital da Bahia nasceu a partir de um simples galinheiro.
Atualmente, a entidade filantrópica abriga um dos maiores complexos de saúde 100% SUS do país, com cerca de 4,5 milhões de atendimentos ambulatoriais por ano a usuários do Sistema Único de Saúde (SUS), idosos, pessoas com deficiência e com deformidades craniofaciais, pacientes sociais, pessoas em situação de rua, usuários de substâncias psicoativas e crianças e adolescentes em situação de risco social. A organização conta com um perfil de serviços único no país, distribuídos em 21 núcleos que prestam assistência à população de baixa renda nas áreas de Saúde, Assistência Social, Pesquisa Científica, Ensino em Saúde, Educação e na preservação e difusão da história de sua fundadora.
Já no município de Simões Filho, na Região Metropolitana de Salvador, funciona o 21º núcleo: o Centro Educacional Santo Antônio (CESA). A unidade atende, em parceria com as Secretarias de Educação do Estado e do Município, 734 crianças e adolescentes em situação de vulnerabilidade social, oferecendo educação infantil até o nono ano, além de acesso à arte-educação, inclusão digital, atividades esportivas, assistência odontológica, alimentação, fardamento e material escolar gratuitos. O local conta ainda com uma unidade de sustentabilidade, o Centro de Panificação, responsável pela produção e comercialização de variados tipos de pães, panetones e outros produtos.
Para manter viva esta grande obra, a instituição conta com recursos do Sistema Único de Saúde e de convênios com organismos estatais, além de doações e venda de produtos. Fiel à missão herdada de Irmã Dulce, “Amar e Servir”, a organização ampliou seu alcance e se profissionalizou sem abrir mão de seus valores. Sua gestão é estruturada com base no Planejamento Estratégico e acumula prêmios e certificações como a ISO 9001:2008 (referência nacional para a certificação de sistemas de Gestão da Qualidade), Bem Eficiente, Top Social, Rainha Sofia e Rainha Letizia. 

## Núcleos
- Ambulatório José Sarney (AJS)

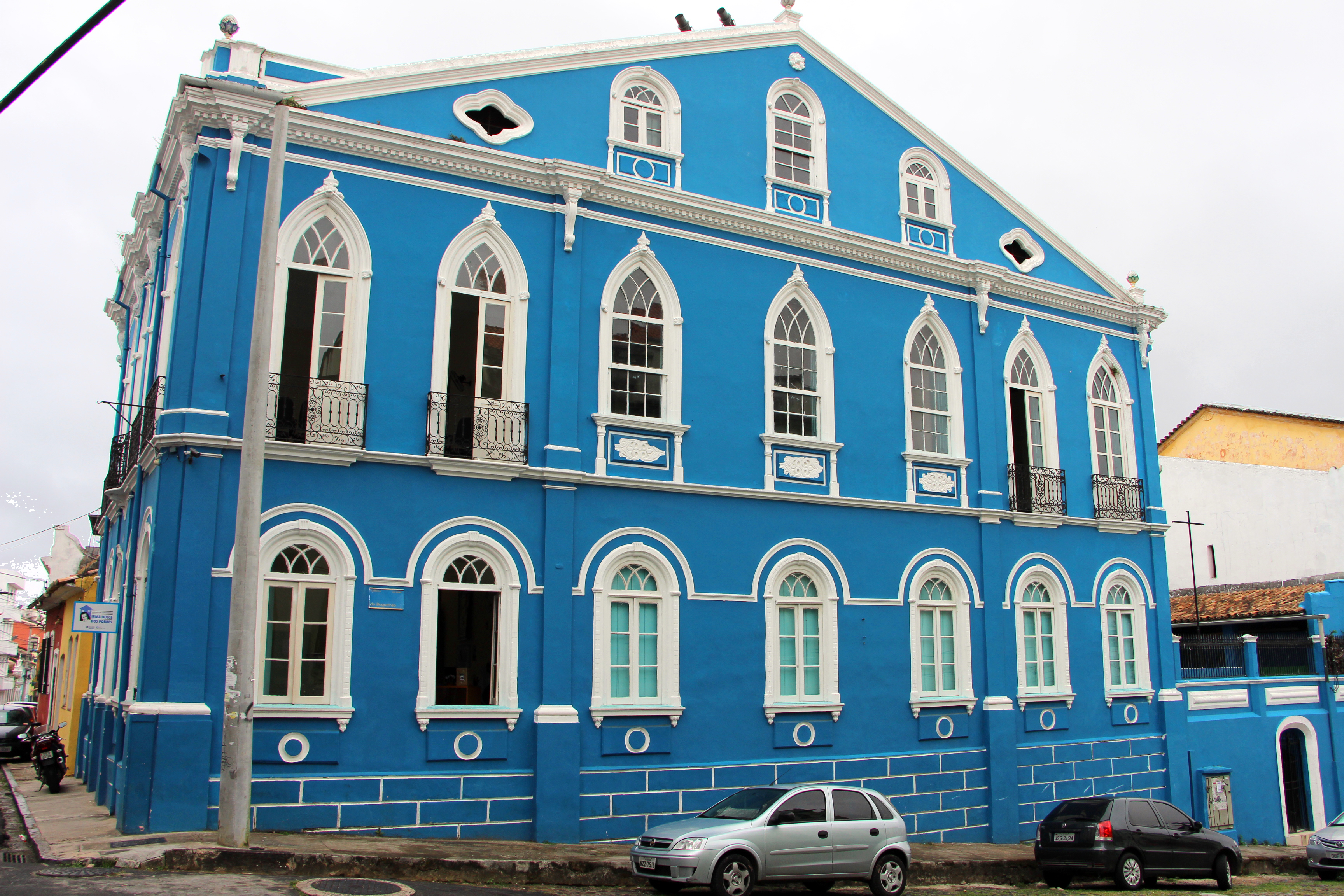
Centro de Convivência Irmã Dulce dos Pobres, situado no Centro Histórico.

- Centro de Acolhimento e Tratamento de Alcoolistas (CATA)
- Centro de Bio-Imagem (CBI)
- Centro de Fisioterapia
- Centro de Ensino e Pesquisa Professor Adib Jatene (CEPPAJ)[8]
- Centro de Pesquisa Clínica (CPEC)
- Centro de Reabilitação de Anomalias Craniofaciais (Centrinho)
- Centro de Reabilitação e Prevenção de Deficiências (CRPD)
- Centro Educacional Santo Antônio (CESA)
- Centro Geriátrico Júlia Magalhães (CGJM)
- Centro Médico Social Augusto Lopes Pontes (CMSALP)
- Clínica da Mulher Dona Dulcinha
- Hospital da Criança (HC)
- Hospital Santo Antônio (HSA)[9][10]
- Laboratório de Análise Taciano Campos (LBTC)
- Memorial Irmã Dulce (MID)[10]
- Unidade de Coleta e Transfusão de Sangue (UCT)

## Núcleos de gestão externa
São gestões compartilhadas com hospitais municipais e estaduais da rede de saúde pública.
- Hospital São Jorge (HSJ)
- Hospital do Oeste (HO)
- Hospital Eurídice Santana
- Hospital Estadual da Criança (HEC)
- Hospital Regional Dr. Mário Dourado Sobrinho